# Ana (Togo)
Pour les articles homonymes, voir Ana.
Ana est une petite ville du Togo.

## Géographie
Ana est situé à environ 42 km de Atakpamé, dans la région des plateaux.

## Vie économique
- Coopérative paysanne
- Coopérative pour le cacao

## Lieux publics
- École primaire
- Dispensaire

## Monuments et sites
- Mosquée